# Verwey & Lugard’s Automobiel-Maatschappij
Verwey & Lugard’s Automobiel-Maatschappij war ein niederländischer Hersteller von Automobilen.

## Unternehmensgeschichte

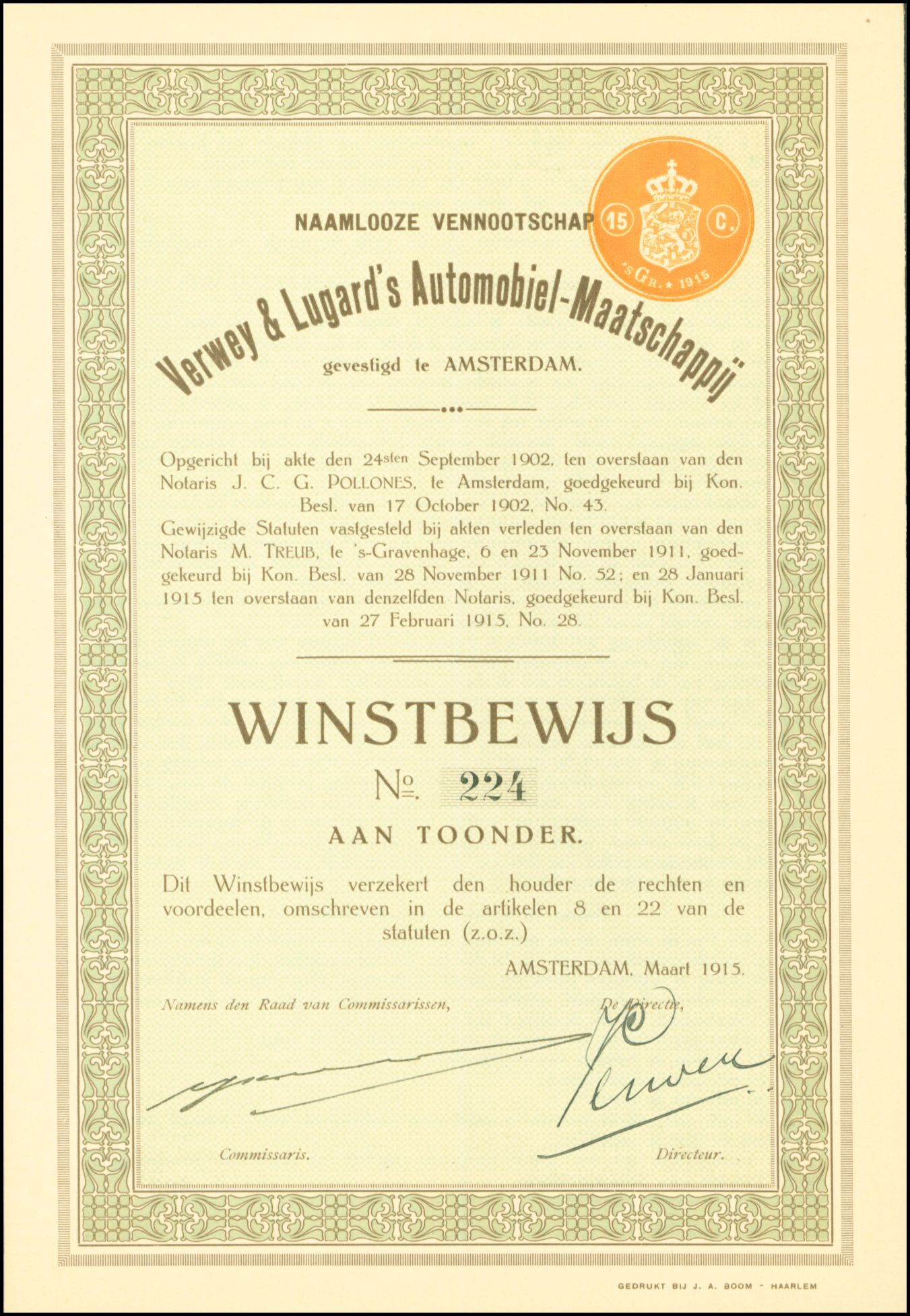
Wertpapier der Verwey & Lugard's Automobiel-Maatschappij vom März 1915

Das Unternehmen aus Den Haag begann 1907 mit der Produktion von Automobilen. 1908 endete die Produktion. Der Markenname lautete VLAM. Der Verkauf der Fahrzeuge erfolgte auch nach Niederländisch-Indien. Außerdem vertrieb das Unternehmen Fahrzeuge von Fiat und Peugeot.

## Fahrzeuge
Das Unternehmen bezog Teile von D.F.P. und fertigte darauf komplette Fahrzeuge. Das Modell 8/9 HP hatte einen Einzylindermotor. Außerdem wurde ein Modell mit einem Vierzylindermotor mit 1900 cm³ Hubraum auf einer Automobilausstellung in Amsterdam gezeigt.